# Martin Luther, Heretic
Martin Luther, Heretic, 1983 mit Jonathan Pryce in der Haupt- und Titelrolle, ist ein Spielfilm der zum 500. Geburtstag Martin Luthers im Jahre 1983 gedreht wurde.
Der Film war eine BBC-TV-Produktion in Zusammenarbeit mit amerikanischen Lutheranern und deren Concordia Film-Gesellschaft. Er wurde am 8. November 1983 in England, zwei Tage vor dem eigentlichen Jubiläum am 10. November, im Fernsehen gesendet. Der Film wurde nicht ins Deutsche übersetzt beziehungsweise im deutschen Fernsehen gezeigt. Neben Jonathan Pryce als Martin Luther war Maurice Denham zu sehen, der erneut die Rolle des Johann von Staupitz spielte, die er schon im American-Film-Theater-Film Luther von 1974 gespielt hatte.

## Handlung
Den zeitlichen Rahmen des Films bilden die Jahre zwischen 1506 und 1522: die ersten Jahre von Luthers Mönchsleben bis zu dessen Wiederkunft von der Wartburg im Jahre 1522. Eine mittelalterliche Theatertruppe, aus Schauspielern von Mysterienspielen, unterstützt die Filmhandlung, indem sie parallel sich ereignende Geschehnisse darstellt. Der Film beginnt mit einer Vorschau, Luther wird in einer Kutsche von der Wartburg nach Wittenberg gebracht. Am Wegesrand sitzt einer der Schauspieler der besagten Theatertruppe. Er trägt eine Teufelsmaske. Gegen Schluss des Filmes wird die Szene wiederholt, doch diesmal streift sich der Schauspieler die Maske vom Gesicht.

## Historische Ungenauigkeit
Im Frühjahr 1522, als Martin Luther nach Wittenberg zurückkehrt, wird er als jemand porträtiert, der die radikalen Veränderungen, die von Andreas Karlstadt im Jahr zuvor angezettelt worden waren, gut heißt. Geschichtlich richtig ist, dass Luther einige der Veränderungen sowie deren schnelle Umsetzung ablehnte und sie nicht billigte. Mit seinen acht Invokavitpredigten überzeugte er die Bürger der Stadt Wittenberg binnen einer Woche von maßvolleren Reformen. Einige der Veränderungen wurden sodann zurückgenommen.

## Ähnlichkeiten und gravierende Unterschiede zu anderen Lutherfilmen
- Luther wirft im Film, im Gegensatz zu anderen Lutherfilmen, auf der Wartburg mit einem Tintenfass, nur im DDR-Lutherfilm von 1983 macht er es auch.
- Jonathan Pryce und Joseph Fiennes (der Lutherdarsteller vom Lutherfilm von 2003) haben, im Vergleich zu anderen Lutherdarstellern aus früheren Verfilmungen, insbesondere der Verfilmung von 1983 von Rainer Wolffhardt, eine sehr ähnliche Statur und Optik.
- Der Lutherfilm von 2003 endet sehr ähnlich, so dass es deutlich wird, dass diese Verfilmung von 1983 eine Vorlage für die von 2003 war.